# Komisija za zdravje in varnost
Komisija za zdravje in varnost (HSC) je bila javna organizacija v Združenem kraljestvu, ustanovljena leta 1974 po zakonu o zdravju in varstvu pri delu (Health and Safety at Work etc. Act 1974, HSWA). Komisijo so sestavljali predsednik in šest do devet članov, ki jih je imenoval državni minister, nazadnje minister za delo in pokojnine.
Njihove pristojnosti so pokrivale Anglijo, Wales in Škotsko. Na drugi strani so imeli Severni Irci svoj sistem, saj je isto funkcijo opravljala organizacija za zdravje in varstvo za Severno Irsko. Ta organizacija se je 1. aprila 2008 združila z glavno komisijo za zdravje in varnost.

## Funkcije
Naloge komisije so bile:
- Podpirati ljudi, povezane z izvajanje določil HSWA.
- Organizirati in spodbujati izvajanje ter objavljanje raziskav, šolanje in informiranje ljudi na področju dela.
- Zagotavljati informiranje in svetovanje vladnim službam, delodajalcem, zaposlenim in njihovim organizacijam.
- Predlagati regulacije.

Poleg tega je morala komisija obveščati ministra o svojih načrtih in zagotavljati ustrezno politiko delovanja s čim večjim učinkom glede na navodila. Minister je lahko dajal navodila komisiji. 1. aprila 2006 je pristojnosti in odgovornosti za varnost na železnicah izgubila.

## Združitev s HSE
V praksi je komisija podelila pristojnosti glavni komisiji za varnost in zdravje. Avgusta 2007 je ministrstvo za delo in pokojnine začelo pogovore za združitev HSC in HSE. 18. marca 2008 je vladni minister Lord McKenzie objavil, da bi bila združitev končana spomladi 2008. Le ta je bila potem uspešno zaključena kaj kmalu, saj se je to dogodilo že 1.aprila 2008.